# オリジナル スマイル
「オリジナル スマイル」は、SMAPの13作目のシングル。1994年6月6日にビクターエンタテインメントから発売された。

## 概要
木村拓哉出演のオロナミンCドリンクのCMソングとして使用されサビ部分のみCMで流された。当初はCMでのオンエアのみで、タイトルも無く、CD化予定も無かったが、雑誌やラジオ番組への問合せが殺到したため、シングル曲としてリリースする運びとなった。
MVはニューヨークで撮影されたもので、ライブDVD『SEXY SIX SHOW』の映像にも使われる。このMVは2016年に発売されたMV集『Clip! Smap! コンプリートシングルス』にも収録。
『オリジナル スマイル』発売以降のコンサートで、『SEXY SIX SHOW』から『Mr.S "saikou de saikou no CONCERT TOUR"』まで毎回歌われていた。『KANSHAして』は『SUMMER MINNA ATSUMARE PARTY』から『Mr.S…』、『SHAKE』は『1997 SMAP LIVE ス』から『Mr.S…』、『夜空ノムコウ』は『SMAP LIVE AMIGOS!』から『Mr.S…』まで必ず披露されている。
2011年、「みんなを勇気づける曲」のリクエストをファンから募りリリースされたベスト・アルバム『SMAP AID』ではファン投票で1位に選ばれた。2011年12月31日放送の『第62回NHK紅白歌合戦』で初歌唱。発売17年後での初登場はSMAPの楽曲の中では一番長い。SMAPの曲では初めて教科書に採用され高校の音楽の教科書に使用されている。
2005年発売アルバム『SAMPLE BANG!』Disc2・KAIZOKU BANG!にリミックスバージョンで収録されている。
C/W曲「Major」は、1997年発売のベスト・アルバム『WOOL』に収録。「2001 version」としてアルバム『pamS』にも収録。木村、森のソロパートがある。尚、「2001 version」では、森のパートを稲垣が担当。稲垣不在中には、草彅が担当。
前述のとおりコンサートでは毎回歌われており、音楽番組でも多数披露されているものの、2番は大体カットされ、フル尺で歌われることはほぼない。

## 歌詞
「オリジナル スマイル」の歌詞は、SMAPの曲をデビューから手掛けてきた作詞家の森浩美が、当時アイドル氷河期でなかなか売れず苦戦していた彼らを応援したいという気持ちで書いたもの。ただ元気なだけではなく、反骨精神がSMAPに合っていると考え作られた曲である。森は、SMAPのコンサートでこの曲を5万人のファンが合唱しているのを聞いて鳥肌が立ち、自分が作った歌詞が人に影響を与えるのを初めて実感したのもこの曲だった、という。
2011年12月31日放送の『第62回NHK紅白歌合戦』で「not alone 〜幸せになろうよ〜」とともに歌われたが、同日放送では落ちサビの歌詞「山程“ムカつくこと”…」が、東日本大震災を考慮して「山程“立ち直ること”」と歌い替えられた。
落ちサビの歌詞は原曲では全員で歌っているが、ライブや音楽番組で本曲を披露する際には、木村ソロとして歌っている（上記同様に、曲に入る前に木村がソロパートでサビを歌っている）。

## タイアップ
1993年から1994年にかけてオロナミンCドリンクのCMソングとして使用され、木村拓哉や石丸幹二らが出演したCMと読売ジャイアンツの選手が出演したCMで使われた。
2016年12月26日放送の『SMAP×SMAP』最終回放送時に流れたSoftbankのCMとして、SMAPが過去に出演していたCMをまとめた1夜1回限定の特別篇が放送され、本曲がBGMとして使用された。

## その他
読売ジャイアンツの高橋由伸元選手の入場曲として2012年から2年間使用され、ビジターゲームにおいても入場時に応援団による演奏が行われていた。
2016年でのSMAP解散直後の『ジャニーズカウントダウンライブ』（2016-2017）では、本曲がSMAPの楽曲で唯一披露され、新年を迎えた0時の瞬間にジャニーズ事務所の後輩タレント達が歌唱した。
2017年7月1日放送の『THE MUSIC DAY』（日本テレビ系）のジャニーズメドレーで本曲が披露され、大野智、手越祐也、村上信五、中島裕翔、宮田俊哉、濵田崇裕の6人が歌唱した。
2022年4月5日から放送開始の『ぺこぱのオールナイトニッポン0』（ニッポン放送）のオープニングテーマに使用されている。

## チャート成績
- 1994年6月20日付のオリコン週間シングルチャートで、初週20.1万枚を売り上げた。
- 累計売上は40.7万枚（オリコン調べ）。

## 収録曲
全作詞：森浩美
1. オリジナル スマイル
作曲：MARK DAVIS 編曲：CHOKKAKU
  - 木村拓哉出演 大塚製薬「オロナミンC」CMソング
  - Softbank Softbank→SMAP CMソング
2. Major
作曲・編曲：庄野賢一
3. オリジナル スマイル（オリジナル・カラオケ）
4. Major（オリジナル・カラオケ）

## 収録アルバム
- SMAP 006〜SEXY SIX〜（#1）
  - アルバム・バージョンを収録。
- Wool（#2）
- Smap Vest（#1）
- pamS（#2）
  - アルバム・バージョンを収録。
- SAMPLE BANG!（#1）
  - 「青いイナズマ」とのリミックス・バージョンを収録。
- SMAP AID（#1）
- SMAP 25 YEARS（#1）

## 映像作品
オリジナル スマイル
- SEXY SIX SHOW
- SMAP 007 MOVIES〜Summer Minna Atsumare Party
- SMAP 010 "TEN"
  - 5人体制 初披露
- 1997 SMAP LIVE ス
- SMAP LIVE AMIGOS!
- LIVE BIRDMAN
- LIVE S map
- LIVE pamS
  - 稲垣が謹慎の為4人で披露
- Smap! Tour! 2002!
- Live MIJ
- SMAPとイッちゃった! SMAP SAMPLE TOUR 2005
- Pop Up! SMAP LIVE! 思ったより飛んじゃいました! ツアー
- SMAP 2008 super.modern.artistic.performance tour
- We are SMAP! 2010 CONCERT DVD
- THANKS FOR BEIJING!!
- GIFT of SMAP CONCERT'2012
- Mr.S "saikou de saikou no CONCERT TOUR"
- Clip! Smap! コンプリートシングルス（MV映像）

Major
- SEXY SIX SHOW
- LIVE pamS
  - 稲垣が謹慎の為4人で披露